# Barbourville
Ne doit pas être confondu avec le village de Virginie-Occidentale Barboursville.
La ville de Barbourville est le siège du comté de Knox, dans l’État du Kentucky, aux États-Unis. Sa population s’élevait à 3 165 habitants lors du recensement de 2010, estimée à 3 170 habitants en 2016.

## Source
- (en) Cet article est partiellement ou en totalité issu de l’article de Wikipédia en anglais intitulé « Barbourville, Kentucky » (voir la liste des auteurs).